# Mark Pizey
 (janvier 2015).
Si vous disposez d'ouvrages ou d'articles de référence ou si vous connaissez des sites web de qualité traitant du thème abordé ici, merci de compléter l'article en donnant les références utiles à sa vérifiabilité et en les liant à la section « Notes et références ».
Charles Thomas Mark Pizey (17 juin 1899 - 17 mai 1993), est un officier de La Royal Navy qui a servi comme le dernier commandant en chef de la Royal Indian Navy et premier Chef d'état-major naval de la Marine indienne de 1951 à 1955.